# Doris Robertsová
Doris Robertsová, anglicky Doris Roberts, rozená Doris May Green (4. listopadu 1925 St. Louis – 17. dubna 2016 Los Angeles) byla americkou herečkou.

## Kariéra
Za svou hereckou kariéru, která začala v roce 1951, získala pětkrát cenu Emmy a Cenu Sdružení filmových a televizních herců. Snad nejznámější se stala za svou roli matky Raymonda Barona jménem Marie Baronová v sitcomu Raymonda má každý rád z let 1996–2005.